# ولوا

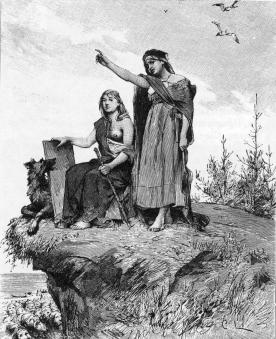
ولوایی در حال بیان پیشگویی در تصویری مربوط به قرن هفدهم ترجمه سوئدی ادای شاعرانه.

ولوا (به زبان نروژی باستان: vǫlva یا völva) به معنی عصا بدست، زنان پیشگوی شمن‌باوری در آیین شمال و پاگانیسم ژرمنی، و موضوع اصلی در محدوده زمانی معین در اساطیر اسکاندیناوی بودند. مراسم گزارش‌های پیشگویی و غیب‌گویی با سرپرستی مرد یا زنی انجام می‌گرفت، اما رهبری آن به عهده ولوا یا زن پیشگو بود. روایت این مراسم در سرگذشت‌نامه‌های اسکاندیناوی گویای همانندی شگفت‌انگیز این مراسم با مراسم آیینی شمن‌های آسیای شمالی و میانه است. ولوا در این مراسم از جامه‌ای خاص بهره می‌جوید و روسری یا کلاه او از اهمیت خاصی برخوردار است. این روسری یا کلاه غالباً از پوست مردار حیوانات مختلف و پیشگو جبه‌ای بلند بر تن و عصا در دست و خرجینی از ابزارهای پیشگویی یا طلسم‌های مختلف را با خود حمل می‌کند. در این مراسم ولوا بر سکو می‌نشیند و در حالت خلسه فرومی‌رود، دعایی خاص را در برانگیختن ارواح آگاه از اسرار نهان تکرار می‌کند و در چنین حالتی از آینده، سرنوشت افراد، گمشدگان یا خشکسالی که در راه است سخن می‌گوید. این پیشگویی‌ها اغلب در جهت یاری به مردم و بزرگداشت ایزدبانو یا گاه در جهت منفی و با اهداف شیطانی و پدیدآوردن مرگ و تباهی انجام می‌شد.
در یکی از افسانه‌ها هنگامی که اودین برای آگاهی از سرنوشت پسرش بالدر به دنیای مردگان می‌رود، پیشگوی مرده‌ای را بیدار کرده و او را مجبور می‌سازد به پرسش‌های وی پاسخ دهد. همچنین شعر ولوسپا (به معنی ترانهٔ ولوا)، اولین و شناخته‌شده‌ترین شعر در ادای منظوم، دربارهٔ آفرینش و تباهی جهان از زبان ولوا است.